# 周溪乡
周溪乡，是中华人民共和国重庆市城口县下辖的一个乡镇级行政单位。

## 行政区划
周溪乡下辖以下地区：
双龙村、龙丰村、六坪村、三元村、青坪村、大榜村和凉风村。